# 黛達彌亞 (德米特里一世之妻)
黛達彌亞（希臘語：Δηιδάμεια, ?－約前280年），是伊庇魯斯摩羅西亞公主，本為馬其頓帝國亞歷山大四世的未婚妻，後來成為德米特里一世的妻子。

## 經歷
黛達彌亞出身摩羅西亞埃阿喀得斯王族，她父親是摩羅西亞國王埃阿喀得斯，母親佛提雅。她的兄弟是鼎鼎大名的皮洛士，另外還有一個姊妹特洛雅絲。
這很可能是在奧林匹亞絲的旨意，那時黛達彌亞還是小女孩時，她就被許配給同樣差不多年紀的馬其頓國王亞歷山大四世，成為他的未婚妻。奧林匹亞絲返回馬其頓時，黛達彌亞也跟著前去。隨後於前316年，奧林匹亞絲、黛達彌亞和其他王族被捲入繼業者戰爭中，被卡山德的軍隊包圍在彼得那城. 。

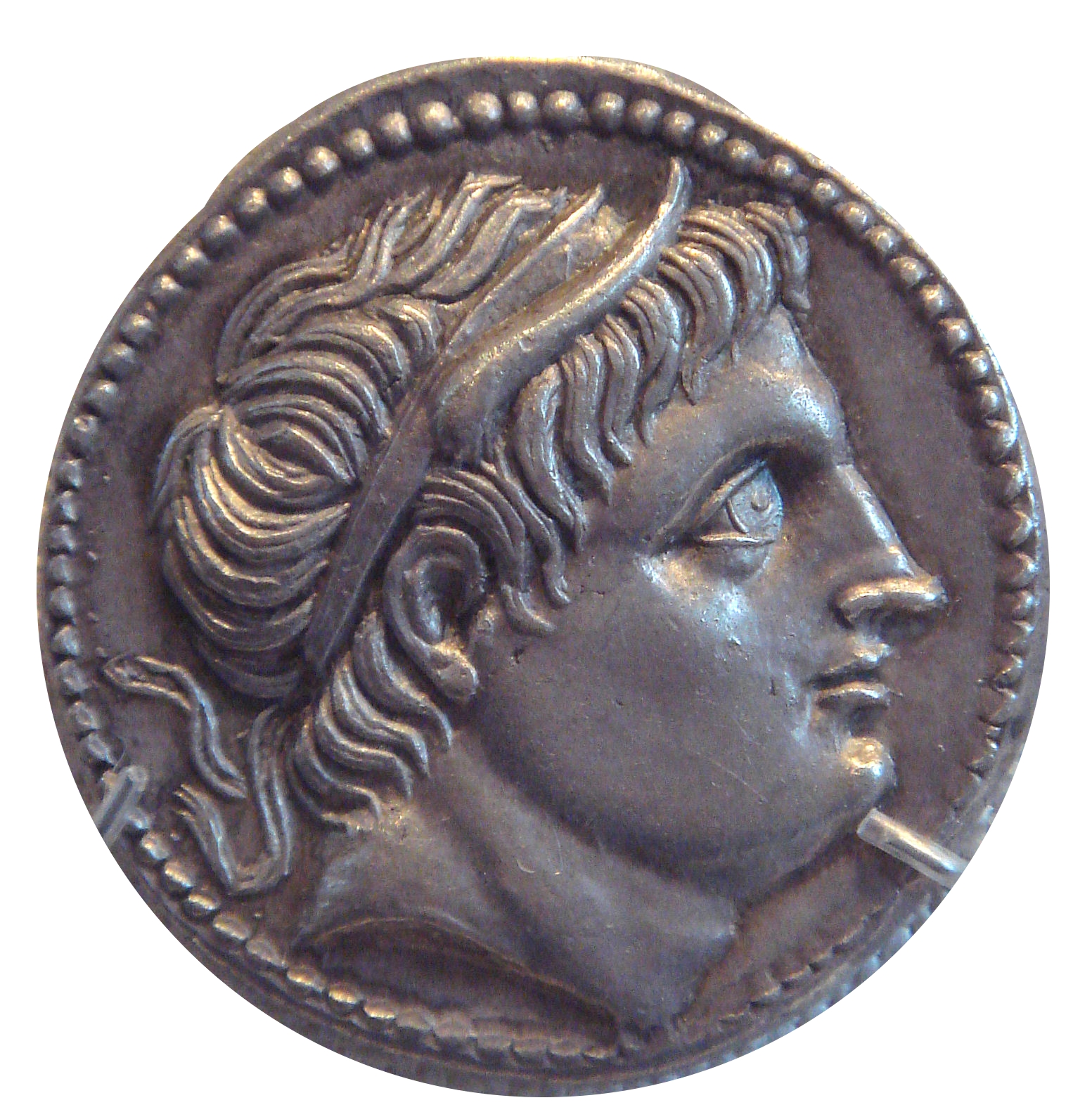
黛達彌亞的丈夫德米特里

在前309年亞歷山大四世和其母親羅克珊娜被殺以後，婚約自然解除。當安提柯之子德米特里一世率領軍隊來到希臘，德米特里致力於當地建立勢力，並娶黛達彌亞為妻，也象徵他與伊庇魯斯連合。
德米特里一世後來離開希臘，前去幫助自己父親安提柯一世對抗其他繼業者國王，他讓黛達彌亞留在雅典。前301年，安提柯和德米特里的軍隊在伊普蘇斯戰役遭到致命性慘敗，其領土遭到敵對的繼業者們瓜分，雅典人擔心會大難臨頭，保持王家的禮節把黛達彌亞從雅典請出，送到墨伽拉。黛達彌亞隨後前去奇里乞亞與德米特里一世會合，儘管當時德米特里透過聯姻與塞琉古一世締結親家，可以稍稍站穩腳跟，但不幸的是黛達彌亞此時患了重病，於前300年去世。
黛達彌亞與德米特里生有一個兒子，名叫亞歷山大。根據普魯塔克記載，亞歷山大在埃及度過他的一生，很可能托勒密政局以重要俘虜身份好好照料他。